# Gasbetriebsdruck
Gasbetriebsdruck ist der zur einwandfreien und sichern Funktion eines Gasgerätes notwendige Betriebsdruck, der durch den Gasregler geregelt wird. Der Betriebsdruck des Gasgerätes (z. B. Warmwasserdurchlauferhitzer) muss identisch zum Ausgangsdruck des Gasreglers sein. 
Während früher in Deutschland und Österreich die meisten Geräte auf einen Überdruck von 50 mbar ausgelegt waren, setzt sich mittlerweile mehr und mehr 30 mbar durch. Mit dem falschen (zu hohem) Gasbetriebsdruck versorgte Gasgeräte können eine Brand-/Explosionsgefahr mit sich bringen oder eine Leckage verursachen.